# Laufey (Marvel Comics)
(Laufey rivolto a Odino nel film Thor)
Laufey è un personaggio dei fumetti, creato da Stan Lee (testi) e Jack Kirby (disegni), pubblicato dalla Marvel Comics. La sua prima apparizione avviene in Journey into Mystery (vol. 1) n. 112 (gennaio 1965).
Ispirato all'omonima creatura della mitologia norrena, Laufey, il re dei Giganti di Ghiaccio, è un antico nemico di Odino nonché padre biologico dell'arcinemico di Thor: Loki.
Nella mitologia Laufey, o Nál, è la madre di Loki, mentre il padre è Fárbauti, tuttavia nell'Universo Marvel il sesso dei due personaggi è invertito.

## Biografia del personaggio
Agli albori dell'universo, Odino, re di Asgard, e Laufey, re di Jotunheim, si sono affrontati in una lunga guerra culminata con l'invasione delle terre dei Giganti di Ghiaccio da parte delle truppe asgardiane. Durante il conseguente conflitto tra le due fazioni, i due regnanti si affrontano faccia a faccia e Odino, allora branditore di Mjolnir, riesce a sconfiggere Laufey fracassandogli il cranio. Terminata la battaglia, tra le macerie del castello nemico, Odino trova un minuscolo Gigante dei Ghiacci neonato: Loki, figlio di Laufey tenuto nascosto per la vergogna provocata al padre a causa delle sue piccole dimensioni. Per onorare la memoria di quello che è stato per lui un valido avversario, Odino decide di crescere il figlio di Laufey come fosse suo nonostante in punto di morte, suo padre Bor, colpevolizzandolo, lo avesse maledetto prevedendo che l'adozione del figlio di un re nemico lo avrebbe portato alla rovina.
Con un successivo retcon, al tempo della guerra tra Asgard e Jotunheim Loki è un bambino invece che un neonato e, dopo aver proposto a Laufey di uccidere Odino nel sonno, viene da esso brutalmente picchiato per aver osato pensare di macchiarsi di una simile codardia. Il giorno seguente, durante la battaglia decisiva, Loki, venuto dal futuro grazie a un incantesimo, decapita personalmente il padre per vendicarsi e, in seguito, inganna Odino facendogli adottare la versione giovane di se stesso dando così luogo in prima persona alle proprie origini.
Anni dopo i resti di Laufey, tra cui il suo cranio, vengono rinvenuti da alcuni scienziati della Roxxon, cosa che porta una fazione di Giganti dei Ghiacci ancora fedele al vecchio re a tentare di recuperarli riuscendoci grazie a un accordo stipulato tra il presidente della compagnia e il nuovo alleato dei giganti, Malekith il Dannato, che in seguito si serve dei suoi poteri magici per resuscitare Laufey facendone un membro del suo Concilio Oscuro, con cui fa scoppiare una guerra in tutti i Dieci Mondi.

## Poteri e abilità
Laufey possiede i poteri comuni a tutti i Giganti di Ghiaccio, quali forza, agilità, velocità, riflessi e resistenza sovrumani dovuti soprattutto alle loro immense dimensioni, che si aggirino sui 20-30 ft (6-9 m) rendendoli, almeno sul piano fisico, molto più forti della media degli asgardiani. La sua longevità è quasi illimitata e, raggiunta la maturità, il suo invecchiamento si è praticamente cristallizzato, inoltre non può morire se non venendo ucciso, è completamente immune ai danni provocati dalle basse temperature (come ipotermia o congelamento) ed è in grado di generare e manipolare il ghiaccio.
Oltre a tutto ciò, Laufey è un esperto combattente che, pur privilegiando l'utilizzo in battaglia di armi barbariche come la clava e la scure, è in grado di brandire con maestria anche la spada.

## Altri media

### Cinema

#### Marvel Cinematic Universe
Laufey, interpretato da Colm Feore, compare nel film del Marvel Cinematic Universe Thor (2011). Come nei fumetti, anche in tale versione è il padre biologico di Loki, ma lo lascia a morire tra i ghiacci disgustato della sua piccolezza e ignora che Odino lo abbia salvato e allevato. Anziché morire nella guerra con Asgard stipula un trattato di pace che, anni dopo, infrange alleandosi con Loki (senza sapere della loro parentela) per entrare nel regno e assassinarne il monarca, caduto nel "Sonno di Odino", viene tuttavia tradito e ucciso dallo stesso Loki che, "salvando" Odino, intende farsi passare per un eroe agli occhi degli asgardiani.

### Televisione
- Laufey compare in un episodio della serie animata Hulk e gli agenti S.M.A.S.H., dove tuttavia è rappresentato come un gigantesco essere simile a un golem ma costituito interamente di ghiaccio.

### Videogiochi
- Laufey appare in LEGO Marvel Super Heroes.